# Mitch Apau
Mitch Apau (Amsterdam, 27 april 1990) is een Nederlands voetballer van Ghanese komaf die doorgaans als verdediger speelt.

## Clubcarrière
Mitch Apau speelde in de jeugd bij AZ, AVV Zeeburgia en AFC Ajax voor hij in 2007 in de A-jeugd bij AFC Ajax kwam. In 2009 stapte hij over naar SC Veendam. Hij debuteerde in de Eerste divisie op 7 augustus 2009 tegen HFC Haarlem (6-1). In 2011 werd zijn contract verlengd tot 2014. Eind maart 2013 ging Veendam echter failliet. Apau speelde bijna alles voor Veendam, en kwam in vier seizoenen tot een totaal van 113 wedstrijden en twee doelpunten.

### RKC
Apau trainde enige tijd bij FC Groningen, en op 31 mei 2013 werd bekend dat hij overging naar RKC Waalwijk. Hij debuteerde op 3 augustus 2013 tegen FC Twente (0-0). Hij kwam zeven minuten voor tijd in de ploeg voor Rémy Amieux. Met de club degradeerde hij op zondag 18 mei 2014 uit de Eredivisie na een nederlaag (over twee wedstrijden) tegen SBV Excelsior in de play-offs. 

### Westerlo
Tussen 2014 en 2017 speelde Apau in België voor KVC Westerlo. In de eerste speelronde van het seizoen 2014/15 debuteerde hij tegen KSC Lokeren (1-0). De eerste twee seizoenen was hij een vaste basisspeler bij de club, maar halverwege het seizoen 2016/17 moest hij vaker plaatsnemen op de bank. In totaal speelde hij 91 wedstrijden voor Westerlo, waarin hij vier keer scoorde.

### Oost-Europa
Medio 2017 vervolgde hij zijn loopbaan in Slovenië bij Olimpija Ljubljana. Met de club werd hij in het seizoen 2017/18 landskampioen en won hij de beker. Na één seizoen verkaste hij naar Slovan Bratislava, waar hij ook twee keer kampioen werd en de beker won. In oktober 2020 werd zijn tot medio 2021 doorlopend contract ontbonden. Vanaf begin 2021 kwam hij uit voor Patro Eisden Maasmechelen. Omdat de competitie in de Eerste nationale echter niet hervat werd, ging hij medio februari 2021 op huurbasis naar het Kroatische NK Slaven Belupo Koprivnica. 

### Emmen
In de zomer van 2021 tekende hij een contract voor één jaar met een optie voor nog een extra jaar bij FC Emmen. Hij debuteerde op 13 augustus tegen FC Eindhoven (0-1). Met de club werd hij in 2022 kampioen in de Eerste divisie. Apau moest vooral doen met invalbeurten; hij kwam in het seizoen tot 21 wedstrijden. 

### Telstar
Medio 2022 ging hij naar Telstar, waar hij tekende voor twee seizoenen. Hij maakte zijn debuut voor de club op de eerste speeldag van het seizoen, als basisspeler in de 1-1 uitwedstrijd van Telstar tegen Jong Ajax. Vanaf het seizoen 2023/24 was Apau aanvoerder van de club. Op 29 mei 2024 verlengde Apau zijn contract bij Telstar met één seizoen, waardoor hij tot medio 2025 bij de club bleef. Op 8 april 2025 maakte Telstar bekend dat Apau de club aan het einde van het seizoen 2024-2025 zou verlaten , wat het einde van zijn profcarrière betekende. Hij stemde er vervolgens mee in om zich bij Spakenburg in de Tweede Divisie aan te sluiten om op amateurniveau te blijven spelen. Het contract bevatte echter een clausule waarin werd bepaald dat als Telstar via de play-offs zou promoveren naar de Eredivisie, de overeenkomst met Spakenburg mogelijk zou worden ontbonden, waardoor Apau zijn toekomst kon heroverwegen. Dit gebeurde ook, Telstar promoveerde naar de Eredivisie op de dag dat hij voor de derde keer vader werd. Uiteindelijk werd op 10 juni 2025 bekend dat Apau afziet van de clausule en toch in de Tweede Divisie gaat voetballen.

## Statistieken
| Seizoen | Club               | Competitie         | Competitie | Competitie | Beker | Beker | Overig | Overig | Totaal | Totaal |
| Seizoen | Club               | Competitie         | Wed.       | Dlp.       | Wed.  | Dlp.  | Wed.   | Dlp.   | Wed.   | Dlp.   |
| ------- | ------------------ | ------------------ | ---------- | ---------- | ----- | ----- | ------ | ------ | ------ | ------ |
| 2009/10 | SC Veendam         | Eerste Divisie     | 23         | 0          | 1     | 0     | —      | —      | 24     | 0      |
| 2010/11 | SC Veendam         | Eerste Divisie     | 30         | 0          | 2     | 0     | —      | —      | 32     | 0      |
| 2011/12 | SC Veendam         | Eerste Divisie     | 33         | 2          | 1     | 0     | —      | —      | 34     | 2      |
| 2012/13 | SC Veendam         | Eerste Divisie     | 22         | 0          | 1     | 0     | —      | —      | 23     | 0      |
| 2013/14 | RKC Waalwijk       | Eredivisie         | 32         | 0          | 1     | 0     | —      | —      | 33     | 0      |
| 2014/15 | KVC Westerlo       | Jupiler Pro League | 34         | 2          | 1     | 0     | —      | —      | 35     | 2      |
| 2015/16 | KVC Westerlo       | Jupiler Pro League | 30         | 2          | 2     | 0     | —      | —      | 32     | 2      |
| 2016/17 | KVC Westerlo       | Jupiler Pro League | 23         | 0          | 1     | 0     | —      | —      | 24     | 0      |
| 2017/18 | Olimpija Ljubljana | 1. liga            | 36         | 1          | 5     | 0     | —      | —      | 41     | 1      |
| 2018/19 | Slovan Bratislava  | Niké Liga          | 25         | 3          | 0     | 0     | 6      | 0      | 31     | 3      |
| 2019/20 | Slovan Bratislava  | Niké Liga          | 11         | 0          | 1     | 0     | 2      | 0      | 14     | 0      |
| 2020    | Slovan Bratislava  | Niké Liga          | 1          | 0          | 0     | 0     | 0      | 0      | 1      | 0      |
| 2021    | Patro Eisden       | Eerste nationale   | 0          | 0          | 0     | 0     | —      | —      | 0      | 0      |
| 2021    | → Slaven Belupo    | 1.HNL              | 5          | 0          | 2     | 0     | —      | —      | 7      | 0      |
| 2021/22 | FC Emmen           | Eerste Divisie     | 19         | 0          | 2     | 0     | —      | —      | 21     | 0      |
| 2022/23 | Telstar            | Eerste Divisie     | 38         | 1          | 2     | 0     | —      | —      | 40     | 1      |
| 2023/24 | Telstar            | Eerste Divisie     | 37         | 1          | 1     | 0     | —      | —      | 38     | 1      |
| 2024/25 | Telstar            | Eerste Divisie     | 38         | 0          | 2     | 0     | 6      | 0      | 46     | 0      |
| TOTAAL  | TOTAAL             | TOTAAL             | 437        | 12         | 25    | 0     | 14     | 0      | 476    | 12     |

Bijgewerkt op 2 juni 2025.

## Erelijst
Olimpija Ljubljana
1. slovenska nogometna liga (1x): 2017/18
Sloveense voetbalbeker (1x): 2017/18
 Slovan Bratislava
Fortuna Liga (2x): 2018/19, 2019/20
Slowaakse voetbalbeker (1x): 2019/20
 FC Emmen
Eerste divisie (1x): 2021/222